# CHA-CHA-CHA
CHA CHA CHA、CHA-CHA-CHA（チャ・チャ・チャ）は、イタリアのダンスグループであるフィンツィ・コンティーニ（Finzy Kontini：女性シンガー・クラウディア・コロンビと作曲家・ブルーノ・ロセリーニのユニット）のシングルである。ジャンルはイタロ・ディスコでダンス「チャチャチャ」をモチーフにしている。
イタリアやフランスでは1985年にシングル発売されている。日本では1986年5月21日に発売され、オリコンシングルチャートで総合14位、洋楽チャートでは1986年9月15日付から9週連続1位を獲得した。日本盤のアルバムジャケットはフランス盤のデザインを使用している。
1986年に石井明美がデビューシングルでカバーしたのを初め、様々なアーティストにカバーされている。
1987年度の日本音楽著作権協会（JASRAC）発表による楽曲別の著作権使用料分配額（外国作品）では年間1位にランクインされ、1988年JASRAC賞の外国作品賞を受賞している。

## 石井明美によるカバー
1986年8月14日にCBS・ソニー（現：ソニー・ミュージックレーベルズ）から発売された石井明美のデビューシングル。
TBS系テレビドラマ『男女7人夏物語』の主題歌に起用された。
第28回日本レコード大賞で新人賞を受賞。翌1987年春開催の、第59回選抜高等学校野球大会の入場行進曲にも採用された。
イントロ部分の "Baby, Get on my Cadillac." のセリフとサビのコーラスを担当しているのは、歌手で作詞・作曲家のつのだ☆ひろである。最初はこのセリフを含む歌詞は全て日本語で、イントロ部分の台詞も "ベイビー、デートしようぜ" から始まっていた。しかしこれに気恥ずかしいと思った石井は、レコーディングの時に日本語詞を手掛けた今野雄二に、英語を入れてはダメですかと願い出たところ快諾し、一部が英語詞に変わった。

### 収録曲
| #         | タイトル            | 作詞                            | 作曲                                         | 編曲      | 時間 |
| --------- | ------------------- | ------------------------------- | -------------------------------------------- | --------- | ---- |
| 1.        | 「CHA-CHA-CHA」     | G.BOIDO（日本語訳詞:今野雄二）  | B.REITANO, B.ROSELLINI, F.BALDONI, F.REITANO | 戸塚修    | 3:38 |
| 2.        | 「愛は嵐(OURAGAN)」 | M.leonor／日本語訳詞:なかにし礼 | R.MUSUMARRA                                  | 戸塚修    | 4:22 |
| 合計時間: | 合計時間:           | 合計時間:                       | 合計時間:                                    | 合計時間: | 8:00 |

### 収録アルバム
CHA-CHA-CHA
- 『Mona Lisa』
- 『ザ・ベスト〜CHA-CHA-CHA〜ランバダ』
- 『シングル・コレクション』
- 『GOLDEN J-POP/THE BEST 石井明美』
- 『ゴールデン☆ベスト 石井明美セレクション』
- 『石井明美＆森川由加里 ゴールデン☆ベスト』

愛は嵐(OURAGAN)
- 『Mona Lisa』
- 『ゴールデン☆ベスト 石井明美セレクション』

## その他のカバー
- キー・ラーゴ（Key Largo） - 日本では1986年6月5日にシングル発売。
- 荻野目洋子 - 1986年、アルバム『NON-STOPPER』に収録。
- 葉蒨文 - 1986年、『Cha Cha Cha』に収録。
- 朴敬愛（박경애） - 1987年、『박경애 골든앨범』に収録。「사랑의 차차차」という曲名でカバーしている。
- 大竹しのぶ - 2001年、アルバム『Compassion』に収録。ちなみに大竹は『男女7人』の主演でもある。
- Mi - 2006年、アルバム『80's×Mi』に収録。
- MAX - 2010年、アルバム『BE MAX』に収録。
- チャットモンチー - 2012年、シングル「コンビニエンスハネムーン」に収録。ベース、コーラス、プロデュースは奥田民生。
- ベッド・イン - 2019年、アルバム『Endless Bubble〜Cover Songs vol.1〜』に収録。
- レイザーラモンRG - カバーでCDを出したというより、自身のネタあるあるネタにて使用している。
- 麻倉未稀 - 2022年、アルバム『人生はドラマ これからも続く私のヒーロー物語』に収録。つのだ☆ひろと石井明美もゲストボーカルで参加している。
- 黒川沙良 - 2025年Tokimeki Records [@tokimekikanjite] (2025年6月6日). "「Tokimeki Disco」リリース。". X（旧Twitter）より2025年6月11日閲覧。 。